# Земетресения на Камчатка (2006)
Земетресенията на Камчатка от 2006 година са поредица от силни трусове започнали на 20 април в 23:25 UTC с най-голям трус с магнитуд 7,6 по скалата на Рихтер.
Епицентърът на земетресението се намира близо до брега на Корякски автономен окръг с координати 61.075°N, 167.085°E на дълбочина около 22 km. Основният трус причинява поражения в 3 села, като по-късно се усещат още няколко по-малки труса с магнитуд от 4,3 до 5,1 по скалата на Рихтер.
Следващият силен трус с магнитуд 6,6 е на 29 април в 16:58 UTC и е последван от силни и средно силни земетресения с магнитуд от 4,3 до 5,0.
Земетресенията не причниняват жертви, има само 40 ранени и около 1000 евакуирани жители. Нанесени са поражения по някои сгради.